# Belén López Peiró
Belén López Peiró (Buenos Aires, 24 de febrero de 1992) es una escritora y periodista argentina. Su obra, sobre el abuso sexual infantil y su experiencia personal en torno a ellos, tuvo impacto social y reconocimiento en Argentina, además de haber sido traducida a los idiomas catalán, francés, inglés, italiano y portugués.

## Biografía

### Primeros años, formación y abuso
Belén López Peiró nació el 24 de febrero de 1992 en la ciudad de Buenos Aires, Argentina. Estudió periodismo en el Taller Escuela Agencia y se licenció en Ciencias de la Comunicación en la Facultad de Ciencias Sociales de la Universidad de Buenos Aires. Participó de los talleres de escritura de la escritora Gabriela Cabezón Cámara.
Entre los 13 y 17 años, fue abusada sexualmente en el pueblo de Santa Lucía por su tío, el comisario Claudio Sarlo. En 2014, con 22 años, denunció los abusos ante la justicia, redactando ella misma la denuncia.

### Trayectoria literaria
En 2018, López Peiró publicó su primera novela, Por qué volvías cada verano, sobre los abusos sexuales que sufrió durante su adolescencia, así como las consecuencias que provocó su denuncia en su entorno familiar y social. El texto fue publicado por la editorial Madreselva en Argentina, Chile, México y Brasil y por los sellos Las Afueras y Pol·len Edicions en España. El año de su publicación, la revista Rolling Stone lo nombró como uno de los 18 mejores libros del año. Ese mismo año, además, junto con la activista Luciana Peker, apoyó a la actriz Thelma Fardin en su denuncia por abuso contra el actor Juan Darthés, lo que supuso que actrices como Romina Gaetani y Gianella Neyra también lo hicieran. El Colectivo de Actrices Argentinas, entonces, acompañó a Fardin en la presentación de la denuncia con el lema «Mirá cómo nos ponemos». Después de eso, Por qué volvías cada verano, se convirtió en un éxito de ventas y alcanzó popularidad por su relato del abuso sexual, lo que llevó a que otras víctimas de abuso sexual y violación compartieran su experiencia públicamente y/o en redes sociales. La propia Fardin y el Colectivo de Actrices Argentinas acompañaron a López Peiró en la presentación de la novela durante la 45° Feria Internacional del Libro de Buenos Aires.
En 2021, publicó su segunda novela, Donde no hago pie, sobre el proceso judicial de las víctimas de abuso sexual infantil que logran denunciar. El texto fue editado en España por la editorial Lumen. Un año después, Por qué volvías cada verano fue traducida a los idiomas italiano, francés e inglés. En diciembre de 2022, Claudio Sarlo, su abusador, fue condenado a 10 años de cárcel por los abusos cometidos.
Además de su labor como escritora, López Peiró ha impartido charlas en colegios para concienciar sobre el abuso, forma parte del colectivo Ni una menos, en contra de la violencia contra las mujeres, y ha coordinado talleres de escritura de no-ficción con instituciones como la Agencia Española de Cooperación Internacional para el Desarrollo y de lectura y escritura feminista en la Universidad de Buenos Aires. Como periodista, ha colaborado con varios medios de comunicación de la Argentina y España como Pikara Magazine y, como guionista de cine, partició en diversos proyectos.

## Obra

### Novela
- Por qué volvías cada verano (2018, Madreselva)
- Donde no hago pie (2021, Lumen)